# Occidentosphena ruandensis
Occidentosphena ruandensis is een rechtvleugelig insect uit de familie Pyrgomorphidae. De wetenschappelijke naam van deze soort is voor het eerst geldig gepubliceerd in 1914 door Rehn.